# Pape & Cheikh
Pape & Cheikh són un duo senegalès que ha anat guanyant popularitat els darrers anys. Cheikh nasqué a Kaolack l'any 1961 i Pape a Dakar el 1965. Des de llur infància reberen la marcada influència de la música de Bob Dylan, que conjugava no sols amb l'aire de canvi nord-americà, ans d'arreu del món. Anys després, llur tema "Yatal gueew" hauria d'atreure l'atenció política del Senegal: aquest tema esdevingué un manifest polític que imprimí el segell del canvi a les eleccions legislatives nacionals del 29 d'abril del 2001. Els valors de la cançó no eren d'altres que els de la democràcia, la tolerància i la pau. Havent obtingut una folgada majoria, el president electe Abdoulaye Wade reconegué el paper decisiu que havia tingut "Yatal gueew" durant la campanya electoral.